# Cäcilia Weber

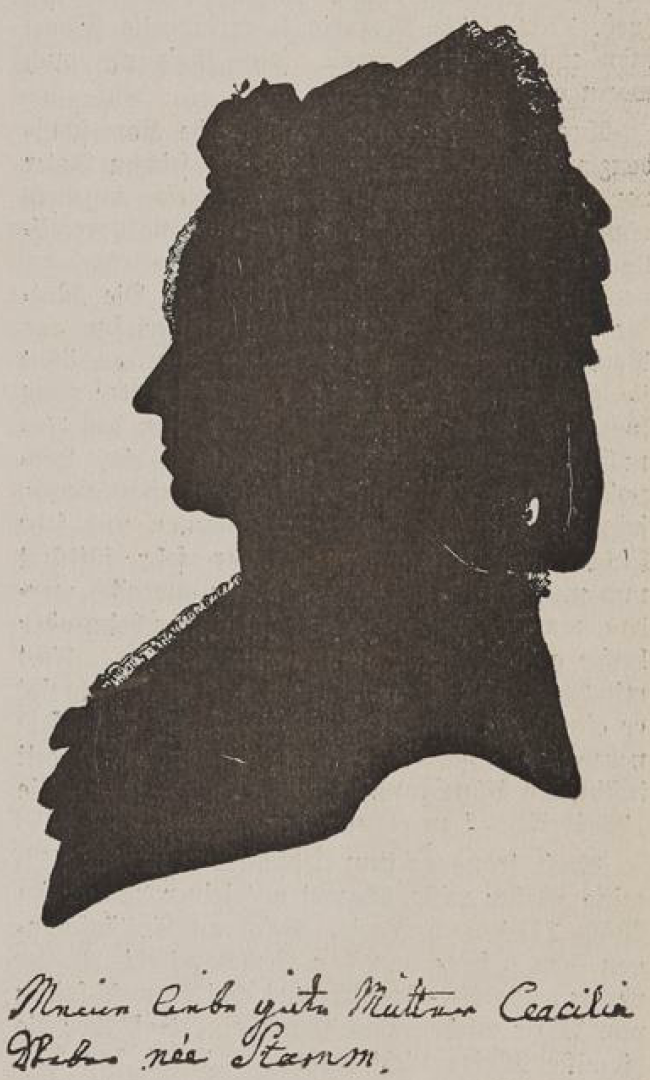
Schattenbild von Cäcilia Weber (undatiert) mit handgeschriebener Notiz von Constanze Mozart:
Meine liebe gute Mutter Ceacilia Weber née Stamm

Maria Cäcilia Cordula Weber, geborene Stamm (* 23. Oktober 1727 in Mannheim; † 22. August 1793 in Wien), war die Mutter von Constanze Weber und damit die Schwiegermutter von Wolfgang Amadeus Mozart.

## Leben
Cäcilia Weber wurde 1727 in Mannheim als Tochter des Sekretärs der kurfürstlichen Regierung in Mannheim Johann Otto Stamm und seiner Ehefrau Sophia Elisabeth Wimmer geboren. Ihre Brüder waren Dagobert Stamm, der Priester wurde, und Johann Arnold Stamm, der kurfürstlicher Geheimsekretär in München wurde. Einer ihrer Brüder brachte Cäcilia mit ihrem zukünftigen Ehemann zusammen.
Am 14. September 1756 heiratete sie Franz Fridolin Weber. Die beiden lebten zuerst in Zell im Wiesental, dem Geburtsort ihres Mannes. Dort wurden ihre vier Töchter Josepha, Aloysia, Constanze und Sophie sowie der Sohn Johann Nepomuk geboren. 1764 zog die Familie nach Mannheim, wo ihr Mann als Souffleur, Hofsänger und Kopist arbeitete. In Mannheim gebar Cäcilia zwei weitere Söhne, die aber nur wenige Jahre lebten.
Cäcilia Weber traf Mozart erstmals 1777, als er auf der Suche nach einer Arbeitsstelle nach Mannheim kam. Während dieses Aufenthalts verliebte er sich in ihre Tochter Aloysia und erwähnt sie auch überschwänglich in seinen Briefen an seinen Vater. Dieser forderte ihn auf, weg von Mannheim und der Familie Weber zu gehen. Im März 1778 reiste Mozart mit seiner Mutter nach Paris, nachdem er keine feste Stelle in Mannheim gefunden hatte.
Wegen der Verlegung des kurfürstlichen Residenzsitzes von Karl Theodor von Mannheim nach München zog auch das meiste Personal des Hoftheaters dorthin. Die Familie Weber zog später ebenfalls nach München, wo sowohl Aloysia als auch Fridolin Weber Arbeit am Deutschen Theater gefunden hatten. Hier begegnete Mozart ihnen erneut während seiner Heimreise nach Salzburg und wurde von Aloysia abgewiesen.
Die Familie Weber zog im September 1779 nach Wien und folgte damit Aloysia, die ihre Karriere an der dortigen Deutschen Oper fortsetzte. Fridolin Weber starb im darauffolgenden Monat, und Cäcilia kämpfte mit ihrer kleinen Witwenrente und dem Verdienst von Aloysia darum, ihre Familie über Wasser zu halten. Zudem begann sie, Zimmer in der Wohnung unterzuvermieten, insbesondere an Gastmusiker.
Aloysias Verehrer Joseph Lange hielt bei Cäcilia um ihre Hand an, was für diese auch einen Wegfall von Aloysias Einkünften bedeutete. Er erklärte sich bereit, die Familie mit einem jährlichen Unterhalt von 600 Gulden zu unterstützen. Cäcilia bereute diesen Handel später und versuchte, die Eheschließung zu verhindern. Der darauf folgenden Klage von Lange beim Oberhofmarschallsamt wurde stattgegeben, aber die jährlichen Unterhaltszahlungen auf 700 Gulden erhöht. Am 31. Oktober 1779 heirateten die beiden im Stephansdom.
Mozart ließ sich 1781 in Wien nieder, in der Hoffnung, dort seine Karriere fortzusetzen. Er zog am 2. Mai 1781 ins Webersche Haus (ein Gebäude namens „Zum Auge Gottes“) als Untermieter ein. Sein Vater drängte ihn, eine neue Bleibe zu finden, aber Mozart fühlte sich bei den Webers wohl. Er ging mehrmals mit Constanze in den Prater, aber immer auch in Begleitung der Mutter Cäcilia. Als das Gerede um Mozart und Constanze zunahm, bat auch Cäcilia ihn, aus Gründen des Anstands auszuziehen. In einem Brief an seinen Vater gestand Mozart dann seine Liebe zu Constanze. Während der Verlobungszeit war das Verhältnis von Wolfgang zu seinem Vater, der sein Einverständnis zur Heirat nicht geben wollte, wie auch dasjenige von Constanze zu ihrer Mutter Cäcilia schwierig. Constanze suchte mehrmals Zuflucht bei der Baronin von Waldstätten. Mozart und Constanze Weber heirateten schließlich am 4. August 1782 im kleinen Kreis. Das junge Ehepaar zog aber nicht bei Cäcilia ein, wie sich diese das gewünscht hatte, sondern ging ihr aus dem Weg.
Mit der Geburt von Constanzes erstem Kind 1783 begann das Ehepaar, sich mit Cäcilia wieder zu versöhnen. Constanzes Schwester Sophie erinnerte sich in einem Brief von 1825:

„Mozarten bekam unsre selige Mutter immer lieber, und selbige ihn auch; daher Mozart öfters auf die Wieden (wo unsre selige Mutter und ich im Goldnen Pflug logierten) in aller Eile gelaufen kam, ein Säckchen unterm Arme, worinnen Kaffee und Zucker war, es unsrer guten Mutter überreichte und sagte: Hier, liebe Mama, haben Sie eine kleine Jause! – Dies freute sie dann wie ein Kind. Dies geschah sehr oft. Kurz, Mozart kam nimmer leer zu uns.“

Cäcilia Weber starb im August 1793 im Alter von 65 Jahren in Wieden (Wien).